# Strada statale 549 di Macugnaga
La strada statale 549 di Macugnaga (SS 549) è una strada statale italiana, che si snoda in Piemonte. Dal 2001 al 2007 è stata classificata come strada regionale con la denominazione di strada regionale 549 di Macugnaga (SR 549), mentre dal 2008 al 2021 è stata classificata come strada provinciale con la denominazione di strada provinciale 66 di Macugnaga (SP 66).

## Percorso
Ha inizio nel comune di Vogogna, dalla strada provinciale 166 della Val d'Ossola, e prosegue su un percorso tipicamente montuoso e stretto, nella Valle Anzasca. Tocca i comuni di Piedimulera, Calasca-Castiglione, Bannio Anzino, Vanzone con San Carlo, Ceppo Morelli e il centro di Macugnaga, famosa località sciistica invernale. Termina infine il suo percorso a Pecetto, frazione di Macugnaga.

## Storia
In passato era la strada provinciale 66 della Vallanzasca (o della Valle Anzasca) (SP 66) e, nel 1958, si decise di elevarla al rango di statale, cosa che avvenne anni dopo; il nuovo nome fu quello di strada statale 549 di Macugnaga, e la gestione passò all'ANAS.
In seguito al decreto legislativo n. 112 del 1998, dal 2001 la gestione è passata dall'ANAS alla Regione Piemonte, che l'ha classificata come strada regionale con la denominazione di strada regionale 549 di Macugnaga (SR 549); le competenze sono quindi passate all'ARES (Agenzia Regionale Strade).
A seguito poi del D.R. 9-5791 del 27 aprile 2007 della Regione Piemonte e la conseguente soppressione dell'ARES, dal 1º gennaio 2008 è stata riclassificata come provinciale e trasferita al demanio della Provincia del Verbano-Cusio-Ossola. La nuova denominazione è divenuta quindi strada provinciale 66 di Macugnaga (SP 66).
Il 10 maggio 2021, in seguito alla promulgazione del DPCM 21.11.2019, è stata nuovamente riclassificata come strada statale e la competenza è tornata all'ANAS.